# Intelligence (czasopismo)
Intelligence – recenzowane czasopismo naukowe publikujące artykuły dotyczące inteligencji. Istnieje od 1977 roku i jest dwumiesięcznikiem.
Założycielem periodyku i jego redaktorem naczelnym jest psycholog Douglas Detterman z Uniwersytetu Case Western Reserve.
„Intelligence” dopuszcza do publikacji prace teoretyczne i artykuły przeglądowe, ale preferuje prace oryginalne.
Impact factor czasopisma za 2014 rok wyniósł 3,245, co uplasowało je na 16. miejscu wśród 129 czasopism w kategorii „psychologia multidyscyplinarna”. Na polskiej liście czasopism punktowanych przez Ministerstwo Nauki i Szkolnictwa Wyższego z 2015 roku „Intelligence” otrzymało 40 punktów.
SCImago Journal Rank czasopisma za 2014 rok wyniósł 1,522, dając mu:
- 24. miejsce spośród 118 czasopism w kategorii „psychologia eksperymentalna i poznawcza”,
- 38. miejsce na 278 czasopism w kategorii „psychologia rozwojowa i edukacyjna”,
- 43. miejsce wśród 431 czasopism w kategorii „sztuka i nauki humanistyczne”.